# Morada do Sol (Goiânia)
Morada do Sol é um bairro periférico da região noroeste de Goiânia. Fundado por uma iniciativa privada numa área natural, possuía uma população de 5 081 mil pessoas em 1996. Faz parte do chamado "núcleo de segregação" econômica e social de sua região. Em 2011 foi considerado o décimo bairro mais violento da cidade.
Segundo dados do Instituto Brasileiro de Geografia e Estatística (IBGE), divulgados pela prefeitura, no Censo 2010 a população do Morada do Sol era de 11 246 pessoas.

## História
O Setor Morada do Sol é um exemplo de desenvolvimento de infraestrutura, atualmente, há uma movimentação exacerbada na Av. Mangalô. O bairro oferece  uma boa qualidade de vida, contudo, nem sempre foi assim, no começo o bairro era vítima de piadas pela sua baixa infraestrutura e serviços, ruas mal asfaltadas, buracos, e seca. Ademais, seu desenvolvimento era retardado pela falta de serviços básicos, fazendo os moradores procurarem necessidades básicas em outros bairros distantes. Felizmente, por volta de 2006, serviços básicos chegaram ao bairro, trazendo mais infraestrutura e qualidade de vida, o que atraiu investidores e grandes empreendedores, e isso se perpetua até os dias de hoje. 